# 348 May
May (asteroide 348) é um asteroide da cintura principal com um diâmetro de 82,82 quilómetros, a 2,7664915 UA. Possui uma excentricidade de 0,068286 e um período orbital de 1 868,79 dias (5,12 anos).
May tem uma velocidade orbital média de 17,28499954 km/s e uma inclinação de 9,76602º.
Esse asteroide foi descoberto em 28 de Novembro de 1892 por Auguste Charlois.